# Arnognathus parvidens
Arnognathus parvidens és una espècie extinta de sinàpsid teràpsid que visqué en allò que avui en dia és el sud d'Àfrica durant el Triàsic inferior. Se n'han trobat restes fòssils a Sud-àfrica. Es tracta de l'única espècie del gènere Arnognathus. La seva posició taxonòmica és molt controvertida. Ha estat classificat entre els escilacosàurids, els ictidosúquids o els terocèfals i com a teràpsid incertae sedis, i fins i tot hi ha fonts que neguen que sigui un tàxon vàlid. Tenia la mandíbula llarga i prima, amb les dents molars petites i punxegudes, aparentment sense incisives. Era si fa no fa igual de gros que Ictidosuchus. El nom específic parvidens significa ‘de dents petites' en llatí.